# Hary-Production

Logo von Hary-Production.

Hary-Production ist ein Verlag der fantastischen Literatur (deutsche Science Fiction, Dark Fantasy, Horror, Mystery, Thriller u. a.). Die Publikationen erscheinen als Heftromane, Buchromane, E-Books und Hörbücher. Gegründet wurde der Verlag 1986 vom Schriftsteller Wilfried A. Hary. Sitz des Unternehmens ist Zweibrücken.

## Programm
Das Verlagsprogramm umfasst über 600 gedruckte Titel und rund 600 Hörbücher und ebenso viele E-Books (Stand: November 2011). Alle Ausgaben werden stets lieferbar gehalten, sowohl zeitlich als auch quantitativ. Nach Angaben des Verlegers wurden bisher Werke von 50 bis 60 verschiedenen deutschen Autoren veröffentlicht, unter ihnen Arndt Ellmer, Alfred Wallon, Alfred Bekker, W. K. Giesa, Antje Ippensen, Frank Rehfeld, Uwe Anton, Stefan T. Pinternagel, Irene Salzmann, Marten Munsonius.
Ein Großteil des Verlagsprogramms wird seit 2002 als Hörbuch angeboten.

## Diskomane
Ab 1986 vertrieb Hary-Production Texte in digitaler Form auf Disketten, vom Verlag Diskomane genannt (ein Kunstwort aus Diskette und Roman). Inzwischen werden E-Books im Portable Document Format (PDF) über Internetvertriebe angeboten. Seit 2011 bietet der Verlag Teile seines Programms für den Kindle an.

## Serien
Folgende Serien werden von Hary-Production herausgegeben:
- Star Gate – Das Original
- Ad Astra
- Horror
- Teufelsjäger Mark Tate
- Herr der Welten
- Gaarson-Gate
- Red Book Krimi
- Murphy